# Leverano
Leverano (Liranu in dialetto salentino) è un comune italiano di 13 363 abitanti della provincia di Lecce in Puglia.
Si trova nella Terra d'Arneo, in un'area interna pressoché pianeggiante della penisola salentina. L'economia si basa essenzialmente sulle attività agricole e florovivaistiche.

## Geografia fisica

### Territorio

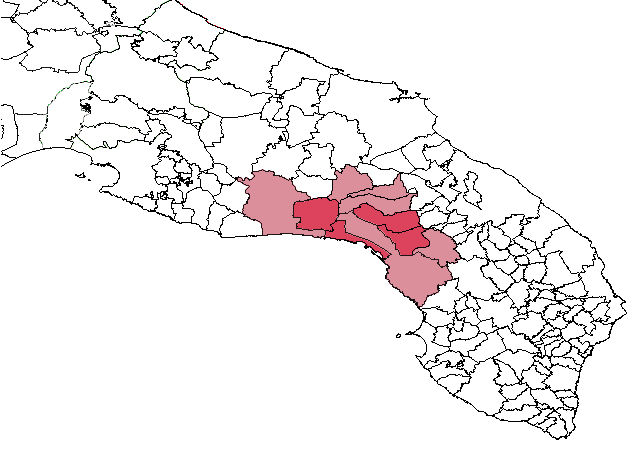
Terra d'Arneo

Il territorio del comune di Leverano, situato nella parte nord-occidentale della pianura salentina, si estende su una superficie di 48,77 km².
Ricade nella Terra d'Arneo, ovvero in quella parte della penisola salentina compresa nel versante ionico fra San Pietro in Bevagna e Torre dell'Inserraglio e che prende il nome da un antico casale, attestato in epoca normanna e poi abbandonato, localizzabile nell'entroterra a nord-ovest di Torre Lapillo. Particolare della Terra d'Arneo è la presenza di svariate masserie, molte delle quali fortificate. Il territorio possiede un profilo orografico pressoché uniforme: risulta compreso tra i 34 e i 77 m s.l.m., con la casa comunale a 37 m s.l.m. e un'escursione altimetrica complessiva pari a 43 metri.
Confina a nord con i comuni di Veglie e Carmiano, a est con il comune di Copertino e di Arnesano, a sud e a ovest con il comune di Nardò.
- Classificazione sismica: zona 4 (sismicità molto bassa), Ordinanza PCM n. 3274 del 20/03/2003

### Clima
Il clima della zona è tipicamente mediterraneo, con estati calde, umide e siccitose, e con inverni freschi e ventilati. Le precipitazioni si concentrano prevalentemente nelle stagioni di autunno e inverno.
| Leverano                   | Mesi | Mesi | Mesi | Mesi | Mesi | Mesi | Mesi | Mesi | Mesi | Mesi | Mesi | Mesi | Stagioni | Stagioni | Stagioni | Stagioni | Anno |
| Leverano                   | Gen  | Feb  | Mar  | Apr  | Mag  | Giu  | Lug  | Ago  | Set  | Ott  | Nov  | Dic  | Inv      | Pri      | Est      | Aut      | Anno |
| -------------------------- | ---- | ---- | ---- | ---- | ---- | ---- | ---- | ---- | ---- | ---- | ---- | ---- | -------- | -------- | -------- | -------- | ---- |
| T. max. media (°C)         | 12,4 | 13,0 | 14,8 | 18,1 | 22,6 | 27,0 | 29,8 | 30,0 | 26,4 | 21,7 | 17,4 | 14,1 | 13,2     | 18,5     | 28,9     | 21,8     | 20,6 |
| T. min. media (°C)         | 5,6  | 5,8  | 7,3  | 9,6  | 13,3 | 17,2 | 19,8 | 20,1 | 17,4 | 13,7 | 10,1 | 7,3  | 6,2      | 10,1     | 19,0     | 13,7     | 12,3 |
| Precipitazioni (mm)        | 80   | 60   | 70   | 40   | 29   | 21   | 14   | 21   | 53   | 96   | 109  | 83   | 223      | 139      | 56       | 258      | 676  |
| Umidità relativa media (%) | 79,0 | 78,9 | 78,6 | 77,8 | 75,7 | 71,1 | 68,4 | 70,2 | 75,4 | 79,3 | 80,8 | 80,4 | 79,4     | 77,4     | 69,9     | 78,5     | 76,3 |

- Classificazione climatica di Leverano:[6]
  - Zona climatica: C
  - Gradi giorno: 1197

## Storia
Il toponimo di Leverano deriverebbe, secondo l'illustre storico leveranese Geronimo Marciano (1571-1628), da Liberanium, termine evolutosi in Liberano, quindi in Leveranum, ed in ultimo, Leverano. In greco significa zona umida, acquitrinosa, e fa riferimento alle condizioni paludose del territorio prima delle bonifiche di epoca fascista. Altre ipotesi lo considerano un prediale romano (Liberianum), basato sul nome Liberius. Nelle Rationes Decimarum del 1324 è citato con il nome di Livoranum.
Sempre secondo il Marciano, la cittadina sorge come accampamento di profughi provenienti dai casali, Sant'Angelo e Torricella, distrutti da Totila, re dei Goti, nel 540 d.C. Il piccolo insediamento fu attaccato e cancellato nel IX secolo dai Saraceni ma venne in seguito ricostruito e potenziato dai Normanni che vi impiantarono una modesta torre in legno. Nel 1220, Federico II la riedificò in pietra. La torre, a pianta quadrata alta 28 metri, ha i prospetti orientati secondo i punti cardinali ed è provvista di merli. Nel XIII secolo, Leverano entrò a far parte della Contea di Copertino, assieme ai territori di Galatone e Veglie. Nel XIV secolo divenne feudo dei Bilotta e dei De Bugiaco. Nel XV secolo il casale fu dotato di mura fatte costruire dal feudatario Tristano di Chiaromonte, conte di Copertino, che aveva trasformato la dirutta torre in masseria. Passò successivamente agli Orsini del Balzo, a Federico d'Aragona, ai Castriota Granai, ai Francina Villant, ai del Tufo, ai Pinelli ed infine ai Pignatelli di Belmonte i quali rimasero feudatari fino al 1806, anno in cui Giuseppe Bonaparte pose fine alla feudalità.

### Simboli
Lo stemma civico, riconosciuto con decreto del Capo del governo del 30 dicembre 1928, presenta uno scudo con sfondo blu su cui è raffigurata una torre che divide le lettere maiuscole "L" e "B". Le lettere potrebbero far riferimento all'antico nome del paese, Liberianum, o all'espressione latina "liberanesium beneficientia", che significa "con la benedizione dei leveranesi".
Il gonfalone civico di presente come un drappo partito di rosso e di bianco.

## Monumenti e luoghi d'interesse

### Architetture religiose

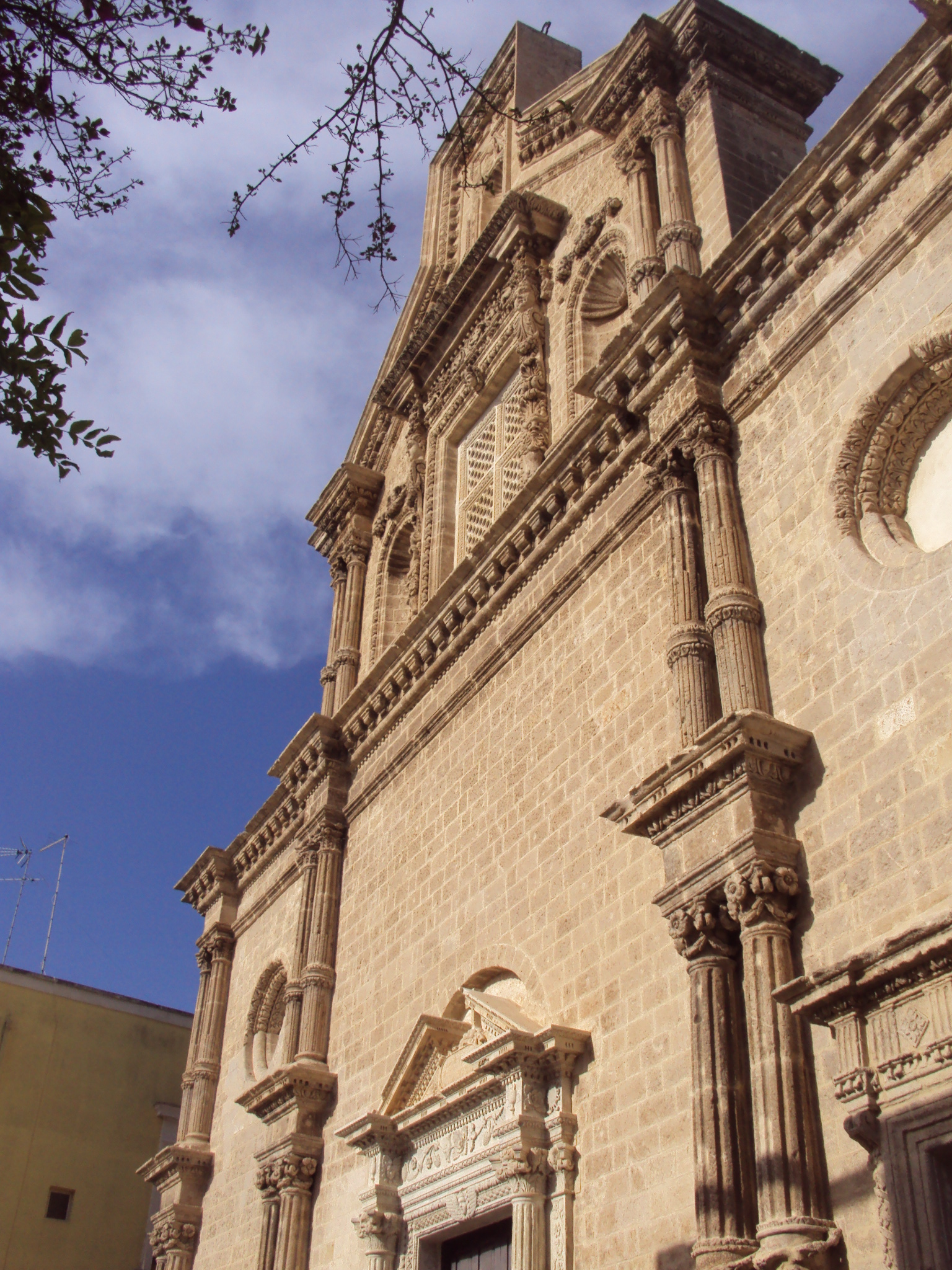
Chiesa matrice

#### Chiesa matrice
La Chiesa matrice, dedicata alla Santissima Annunziata, sorge su una costruzione preesistente. I lavori di edificazione iniziarono nell'agosto del 1582 e terminarono nel 1603. Fu gravemente danneggiata dal terremoto del 1743 e successivamente ristrutturata nel 1747.
L'edificio, che costituisce un esempio della transizione dal rinascimento al barocco, è caratterizzato da un prospetto piuttosto povero di elementi ornamentali. Terminato nel 1622, presenta nel primo ordine tre eleganti portali, mentre l'ordine superiore, terminante con una cuspide di stile catalano-durazzesco, ospita una loggia affiancata da una coppia di nicchie vuote.
L'interno, a tre navate divise da pilastri, è sovrastato da due cupole. Un cielo appeso nasconde la copertura a capriate della navata centrale che, al contrario delle laterali in muratura, ha una copertura a tegole. Gli altari della chiesa sono tutti settecenteschi e fra questi si distinguono quelli dedicati alle Anime e a San Rocco. Fra le preziose opere d'arte, la chiesa possiede un elegante coro a 24 seggi, un'antica statua di San Rocco e alcuni dipinti seicenteschi raffiguranti la Deposizione dalla Croce e gli apostoli Andrea e Giovanni.
L'attuale campanile novecentesco è in sostituzione di quello originario, crollato il 31 marzo 1829 causando la distruzione della navata sinistra.

#### Chiesa e convento di Santa Maria delle Grazie
La Chiesa di Santa Maria delle Grazie, con l'annesso convento dei Frati Minori, risale alla seconda metà del XV secolo. Il documento più antico che attesta la presenza della chiesa, originariamente dedicata a San Rocco, è una bolla del 1557 compresa nel Regestum omnium Bullarum Archipraesulum Brundusinorum in cui l'arcivescovo di Brindisi concede un beneficio.
La chiesa presenta un semplice prospetto monocuspidale con elementi tardo-romanici su cui furono sovrapposte alcune decorazioni barocche sul portale e sul finestrone centrale. Gli elementi tardo-romanici rimasti sono due paraste d'angolo e una lunetta semicircolare. L'interno, ad unica navata con copertura lignea a capriate, è caratterizzata da un grande arco trionfale che separa l'aula dalla zona presbiteriale.
L'attiguo convento venne edificato nel XVI secolo e si distribuisce intorno ad un maestoso chiostro rettangolare. Il chiostro presenta una sequenza di 24 ogive poggianti su colonne poligonali terminanti con semplici capitelli. Sulle volte furono realizzati affreschi settecenteschi raffiguranti Santi e scene bibliche. La presenza di archetti a tutto sesto, poggiati sui muri portanti, fanno ipotizzare che prima della costruzione del chiostro vi fosse un porticato contiguo alla chiesa con funzione di riparare i pellegrini. Con la soppressione degli ordini religiosi, avvenuta nel 1807, il convento venne chiuso e tale rimase fino al 1935 quando fu riconsegnato ai Frati Minori dall'Amministrazione Comunale.

#### Chiesa della Madonna della Consolazione
La Chiesa della Madonna della Consolazione risale al XVII secolo e fu eretta in seguito al ritrovamento miracoloso di un'immagine della Vergine. L'interno conserva tuttora l'immagine della Vergine Odigitria di epoca bizantina. L'attuale edificio venne ricostruito nel 1965 in quanto, l'elevazione della chiesa a parrocchia nel 1957, comportò l'ampliamento della struttura e quindi la demolizione della preesistente per dar luogo a un nuovo edificio più ampio.
Dell'originaria costruzione seicentesca rimangono una statua in cartapesta della Madonna della Consolazione, un bassorilievo rappresentante la Resurrezione Cosmica proveniente dall'altare maggiore, la tela del 1605 opera del neretino Donato Antonio D'Orlando raffigurante la Trinità con i Santi Francesco e Antonio e un dipinto ad olio su tela rappresentante l'Immacolata con San Gaetano da Thiene e il papa Paolo IV.

#### Chiesa di Santa Maria
La Chiesa di Santa Maria è un piccolo edificio seicentesco del centro storico. Presenta eleganti linee architettoniche del periodo barocco. L'interno, ad aula unica, è caratterizzato da una copertura a volta affrescata e da un pregevole altare in pietra leccese al centro del quale una grande pala raffigura la Vergine col Bambino tra due Santi. La chiesa ospita tre antiche statue in cartapesta dei Misteri della Passione.

#### Chiesa di San Benedetto
La Chiesa di San Benedetto fu costruita nel 1625 molto probabilmente su un preesistenze edificio quattrocentesco. Annesso vi era un monastero abitato, si pensa, da Monache Benedettine. L'edificio si presenta con un semplice prospetto, spoglio di decorazioni, inquadrato da due paraste. Un piccolo finestrone centrale è posto in asse al portale d'accesso sovrastato da un timpano recante l'iscrizione latina MATRI VIRGINI AC DIVO BENEDICTO 1625 (Alla Vergine Madre e a San Benedetto 1625).
L'interno, a due navate, è caratterizzato dal rivestimento delle murature in carparo e da una copertura a volta stellata. La navata laterale sinistra ospita un bassorilievo in cartapesta del 1919 di Sant'Antonio da Padova, una tela del XVII secolo raffigurante la Madonna con Bambino e i santi Benedetto e Antonio da Padova di ignoto pittore meridionale e un altare con la statua della Madonna Addolorata. La navata principale accoglie l'altare maggiore in pietra locale, una tela di fine Seicento delle Anime Purganti, una statua della Madonna delle Grazie, un dipinto seicentesco di Sant'Apollonia e una statua in cartapesta di San Benedetto. La chiesa è sede della confraternita delle Anime Purganti.

### Architetture militari

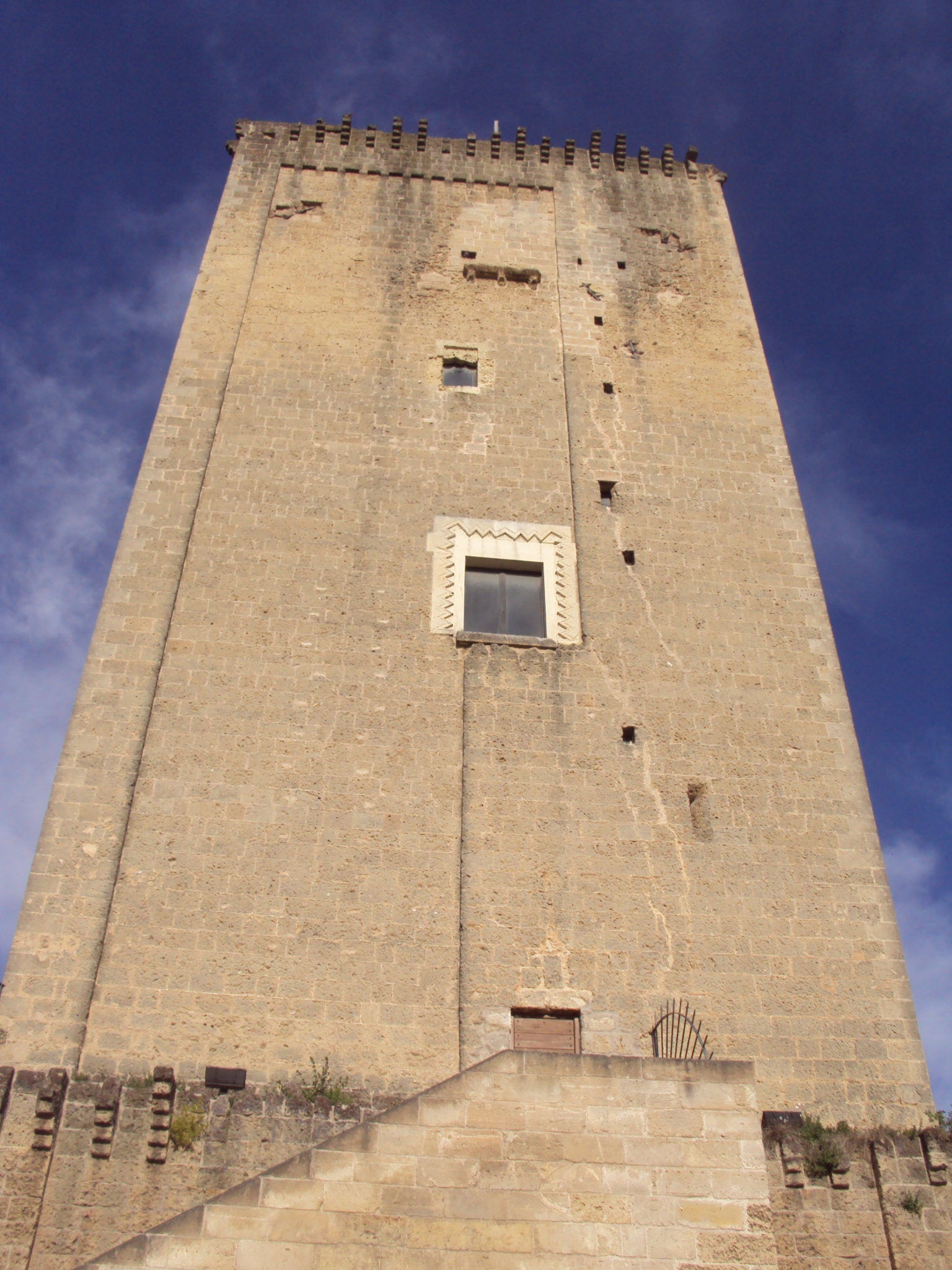
Torre Federiciana

#### Torre Federiciana
La Torre Federiciana, che si eleva per circa 28 metri nel centro abitato, fu voluta, secondo la tradizione, da Federico II di Svevia nel 1220 per monitorare la vicina costa ionica minacciata dalle incursioni piratesche. Monumento nazionale dal 1870, la torre presenta una forma parallelepipeda a base quadrata con i prospetti orientati secondo i punti cardinali ed è provvista di merli. Originariamente era circondata da un fossato. L'interno era diviso in quattro piani da tre solai lignei, oggi crollati, collegati fra di loro attraverso una scala elicoidale. Il piano terra, ricoperto successivamente con una volta a botte, ospita un camino che utilizzava la stessa canna fumaria dei camini presenti al secondo e al quarto piano. L'ultimo piano è caratterizzato da un'elegante volta a crociera.

### Architetture civili

#### Masserie
| - Masseria Albaro con annessa chiesetta di Santa Maria di Albaro (XVI-XVII secolo) - Masseria Arche (XVII-XVIII secolo) - Masseria fortificata Bundari (XVI-XVII secolo) - Masseria fortificata Canisi (XVI-XVII secolo) - Masseria fortificata Capuzzi (XVI-XVII secolo) - Masseria Corda di Lana (XVII-XVIII secolo) - Masseria fortificata Diana o La Dana (XVI-XVII secolo) - Masseria Don Cola (XVIII secolo) - Masseria Gentile (XIX secolo) - Masseria Gian Perruccio (XVII-XVIII secolo) |  | - Masseria Li Squali (XVII-XVIII secolo) - Masseria Manieri D'Arneo(XVIII secolo) - Masseria Signora Porzia (XVI-XVII secolo) - Masseria Monte D'Arena (XVII-XVIII secolo) - Masseria Paladini (XV-XVI secolo) - Masseria Samali (XVIII secolo) - Masseria fortificata Torre dei Dannati (XVI secolo) - Masseria fortificata Torre Schiavi (XVI secolo) - Masseria fortificata Zanzara con annessa cappella (XV-XVI secolo) - Masseria Tenuta Perrucci |
| |  | |

## Società

### Evoluzione demografica
Abitanti censiti

### Etnie e minoranze straniere
Al 31 dicembre 2020 a Leverano risultano residenti 656 cittadini stranieri. Le nazionalità principali sono:

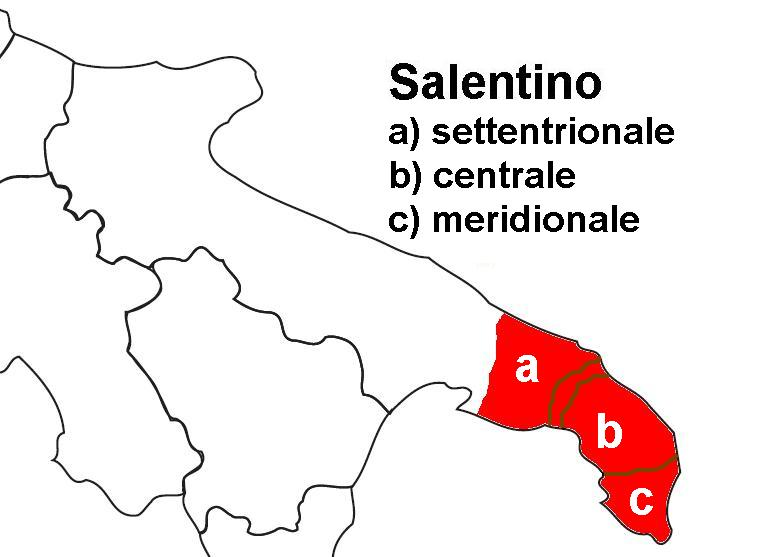
Diffusione del dialetto salentino

- Albania - 143
- Romania - 133
- Marocco - 89
- Senegal - 78
- Nigeria - 39
- Guinea - 37

### Dialetto
Il dialetto parlato a Leverano è il dialetto salentino nella sua variante centrale che corrisponde al dialetto leccese. Il dialetto salentino si presenta carico di influenze riconducibili alle dominazioni e ai popoli stabilitisi in questi territori che si sono susseguite nei secoli: messapi, greci, romani, bizantini, longobardi, normanni, albanesi, francesi, spagnoli.

## Cultura

### Istruzione

#### Scuole
Hanno sede a Leverano quattro scuole materne, quattro scuole primarie, due scuole secondarie di primo grado.

#### Biblioteche
- Biblioteca Comunale Ferruccio Ratta.

### Enogastronomia
- Orecchiette al ragù; lasagne al forno; parmigiana, fae e cicore (purea di fave accompagnate da cicorie lesse), lampascioni bolliti, Ciciri e tria (ceci e tagliatelle), pittule, mbruiatieddhri (involtini fatti con frattaglie di carne di agnello, ma anche di altri animali, fatti con vari pezzi del corpo dell'animale), munaceddhri, Purciddruzzi, mustazzueli, pittule.

### Cinema
Leverano ha ospitato i set cinematografici del film tedesco Solino (2002) e di quello italiano Il pasticciere (2011). Nel 2003 il mediometraggio La Tarantata. Nel 2004 Pagine della Memoria. Nel 2009 docufilm L'aeroporto fantasma, regia Giuseppe Ferrara, sulle vicende del bombardamento dell Aeroporto di Leverano nel 1943. Nel 2015 L'Ultimo dei Trainieri, L'Uomo il Cavallo due amici inseparabili nel corso della storia. Nel 2017 il docufilm C'era una volta il cinema, omaggio alle sale cinematografiche storiche. Nel 2018 il film Il Rumore del Vento, sui Miti e Leggende di Leverano.

### Eventi
- Note Fiorite (anche Leverano in fiore) - seconda metà di maggio; manifestazione floricola in cui i produttori locali presentano le loro composizioni per le vie del centro storico.
- Fiera delle Ciliegie - 4ª domenica di maggio; legata ai festeggiamenti della Madonna della Consolazione.
- Wine Festival - degustazioni e musica  - Seconda metà di luglio: spettacoli musicali, stand enogastronomici e degustazione dei vini della Cantina Vecchia Torre, organizzatrice dell'evento.
- Festa Patronale di San Rocco - 16 agosto; festa popolare tradizionale con processione, luminarie, concerti bandistici, spettacoli musicali, fuochi pirotecnici.

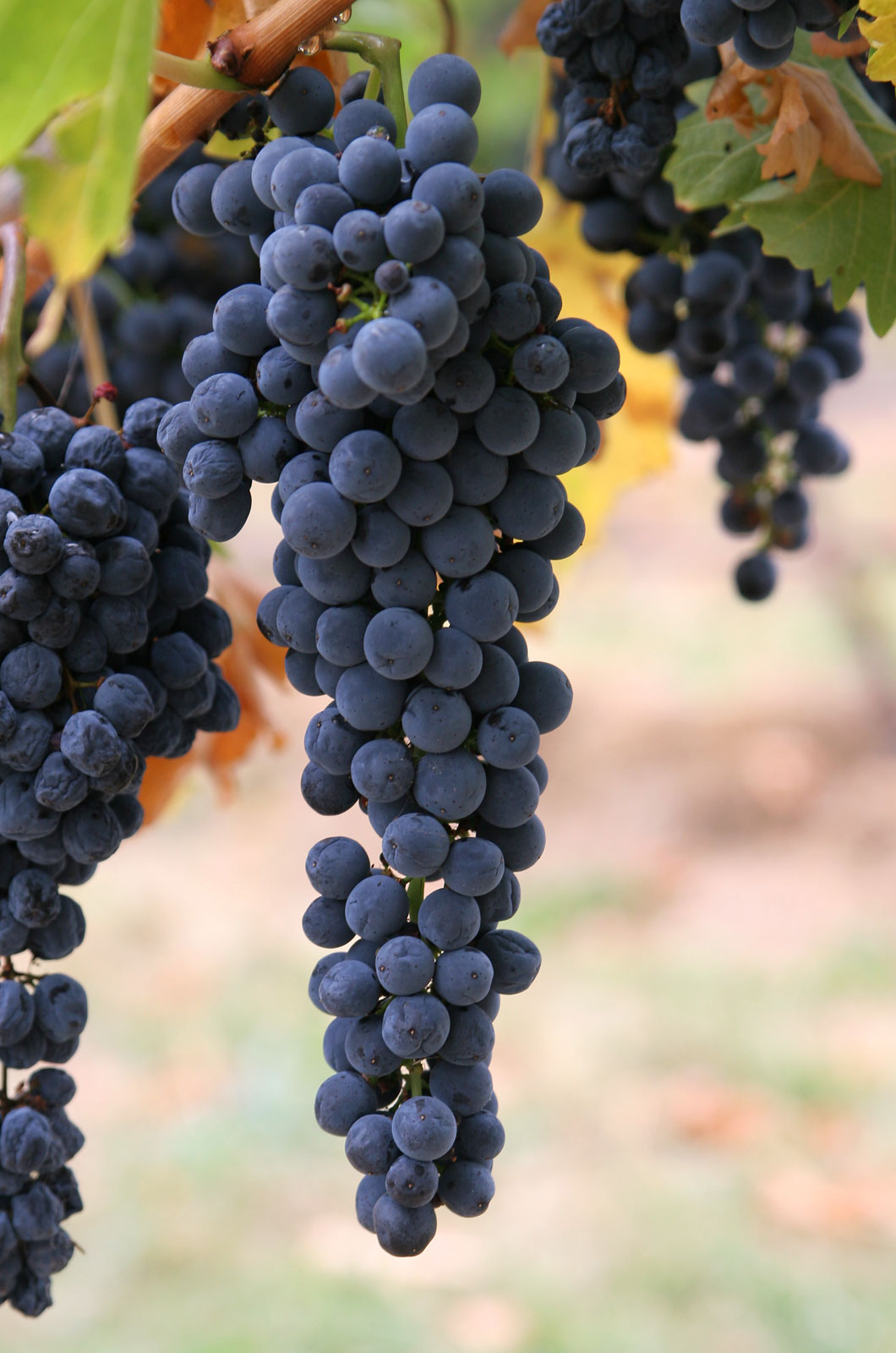
Grappolo di uva rossa

- Novello in Festa - metà novembre, edizione n° 22 nel 2025; percorsi enogastronomici e degustazione del vino novello.
- Birra&Sound - inizio agosto, edizione n° 21 nel 2025; enogastronomia e degustazione di più di 100 tipi di birra.
- CivuoleunPaese - Estate, Sette edizioni tra il 2015 ed il 2021; festival di musica indipendente.
- Premio "Terre del Negroamaro" (ultima decade di agosto; enogastronomia e degustazione.

## Economia
L'economia leveranese è una delle più vivaci del Salento. La tipologia del terreno ha permesso lo sviluppo del settore primario basato principalmente sulla coltivazione dell'olivo e degli ortaggi. Importante è anche la viticoltura con i tipici vigneti Negroamaro e Malvasia. La produzione di vini è garantita dalla Cantina Sociale "Vecchia Torre" di Leverano e dalla Cantina privata dei Conti Zecca che producono i "D.O.C. Leverano": Leverano bianco, Leverano bianco passito, Leverano Malvasia Bianca, Leverano Negroamaro rosato, Leverano Negroamaro rosso.
Più recente, ma già consolidata, è la floricoltura, la cui produzione avviene quasi esclusivamente in serra. Da citare sono anche le imprese di ebanisteria.

## Infrastrutture e trasporti

### Strade
I collegamenti stradali principali sono rappresentati da:
- Strada statale 694 Tangenziale Ovest di Lecce uscita per Monteroni di Lecce.
- Strada statale 101 di Gallipoli uscita per Copertino.
- Strada statale 7 ter Salentina uscita per Salice Salentino

Il centro è anche raggiungibile dalle strade provinciali interne SP119 Monteroni di Lecce-Leverano, SP17 Salice Salentino-Veglie-Leverano-Copertino, SP21 Leverano-Porto Cesareo, SP115 Leverano-Nardò, SP111 Leverano-Monteruga, SP117 Leverano-Carmiano.

### Ferrovie
La stazione ferroviaria più vicina è quella di Copertino posta sulla linea Novoli-Gagliano del Capo delle Ferrovie del Sud Est. La stazione di Lecce dista 18 km.

## Amministrazione
Di seguito è presentata una tabella relativa alle amministrazioni che si sono succedute in questo comune.
| Periodo          | Periodo          | Primo cittadino     | Partito                                       | Carica              | Note   |
| ---------------- | ---------------- | ------------------- | --------------------------------------------- | ------------------- | ------ |
| 8 settembre 1988 | 22 agosto 1991   | Ugo Biasi           | Democrazia Cristiana                          | Sindaco             | [ 11 ] |
| 22 agosto 1991   | 28 maggio 1992   | Enrico Olla Atzeni  | Democrazia Cristiana                          | Sindaco             | [ 11 ] |
| 28 luglio 1992   | 22 febbraio 1993 | Beniamino Margiotta |                                               | Comm. straordinario | [ 11 ] |
| 22 febbraio 1993 | 12 dicembre 1994 | Fedele Pampo        | Movimento Sociale Italiano - Destra Nazionale | Sindaco             | [ 11 ] |
| 12 dicembre 1994 | 17 novembre 1997 | Gino D'Elia         | Democrazia Cristiana                          | Sindaco             | [ 11 ] |
| 17 novembre 1997 | 21 gennaio 2002  | Gino D'Elia         | Partito Popolare Italiano                     | Sindaco             | [ 11 ] |
| 21 gennaio 2002  | 28 maggio 2002   | Mario Miglietta     |                                               | Comm. pref.         | [ 11 ] |
| 28 maggio 2002   | 29 maggio 2007   | Cosimo Durante      | centro-sinistra                               | Sindaco             | [ 11 ] |
| 29 maggio 2007   | 8 maggio 2012    | Cosimo Durante      | lista civica                                  | Sindaco             | [ 11 ] |
| 8 maggio 2012    | 11 giugno 2017   | Giovanni Zecca      | lista civica                                  | Sindaco             | [ 11 ] |
| 11 giugno 2017   | in carica        | Marcello Rolli      | lista civica                                  | Sindaco             | [ 11 ] |

### Gemellaggi
- Sfakiotes
- Guillena

## Sport
La società di pallavolo SSD Volley Leverano nata nel 2006 raggiunse il suo culmine con il campionato nazionale di serie A2 nel 2018-2019. Partecipa nella stagione 2020-2021 al campionato di Serie B.
Ha sede nel comune la società di calcio Associazione Sportiva Leverano Football, nata dalla fusione di due precedenti società dilettantistiche. Ha disputato campionati dilettantistici regionali.